# 울산울주경찰서
울산울주경찰서(蔚山蔚州警察署, Ulsan Ulju Police Station)는 울산광역시경찰청이 관할하는 경찰서 중 하나이다. 울산광역시 울주군 일대를 관할한다. 울산광역시 울주군 범서읍 점촌2길 6호(구영리 380)에 위치하고 있다.
서장은 총경으로 보한다.

## 연혁
- 2001년 12월 27일: 울산서부경찰서 개서
- 2006년 3월 1일: 울산남부경찰서 분리, 울산울주경찰서로 변경

## 조직
| - 청문감사실 - 112종합상황실 - 경무과 | - 생활안전과 - 여성청소년과 - 수사과 | - 형사과 - 경비교통과 - 정보보안과 |

## 관할 파출소 및 지구대
| 명칭       | 사진 | 주소                 | 관할구역       | 치안센터     |
| ---------- | ---- | -------------------- | -------------- | ------------ |
| 범서파출소 |      | 범서읍 대리로 12     | 범서읍         |              |
| 언양파출소 |      | 언양읍 남천로 6      | 언양읍         |              |
| 온산파출소 |      | 온산읍 덕신로 232    | 온산읍         |              |
| 온양파출소 |      | 온양읍 남창역길 32   | 온양읍         |              |
| 삼남파출소 |      | 삼남읍 중날로 47     | 삼남읍, 삼동면 | 삼동치안센터 |
| 상북파출소 |      | 상북면 상북로 294    | 상북면         |              |
| 두동파출소 |      | 두동면 대밀길 25     | 두동면, 두서면 | 두서치안센터 |
| 청량파출소 |      | 청량읍 온산로 767    | 온산면         |              |
| 웅촌파출소 |      | 웅촌면 곡천검단로 15 | 웅촌면         |              |
| 서생파출소 |      | 서생면 해맞이로 289  | 서생면         |              |

## 같이 보기
- 울산광역시경찰청